# Levikjaure
Levikjaure är en sjö i Jokkmokks kommun i Lappland och ingår i Luleälvens huvudavrinningsområde. Sjön har en area på 1,91 kvadratkilometer och ligger 439 meter över havet. Levikjaure ligger i Pärlälvens fjällurskog Natura 2000-område. Sjön avvattnas av vattendraget Lervikjåkka.

## Delavrinningsområde
Levikjaure ingår i det delavrinningsområde (741132-160487) som SMHI kallar för Utloppet av Levikjaure. Medelhöjden är 469 meter över havet och ytan är 8,65 kvadratkilometer. Det finns inga avrinningsområden uppströms utan avrinningsområdet är högsta punkten. Lervikjåkka som avvattnar avrinningsområdet har biflödesordning 4, vilket innebär att vattnet flödar genom totalt 4 vattendrag innan det når havet efter 286 kilometer. Avrinningsområdet består mestadels av skog (78 procent). Avrinningsområdet har 1,91 kvadratkilometer vattenytor vilket ger det en sjöprocent på 22 procent.